# غرانت سوليفان
غرانت سوليفان (7 مارس 1984 في أستراليا - ) (بالإنجليزية: Grant Sullivan)‏ هو لاعب كريكت أسترالي. لعب مع فريق كوينسلاند للكريكت ‏.

## وصلات خارجية
- غرانت سوليفان على موقع إي آس بي آن كريك إنفو (الإنجليزية)